# Megachile infinita
Megachile infinita är en biart som beskrevs av Mitchell 1930. Megachile infinita ingår i släktet tapetserarbin, och familjen buksamlarbin. Inga underarter finns listade i Catalogue of Life.